# ドゥース2世 (プロヴァンス女伯)
ドゥース2世（ドゥース2せい、フランス語：Douce II, 1162年ごろ - 1172年）は、1166年より数ヶ月間プロヴァンス女伯およびジェヴォーダン女子爵であった。また、1172年にメルグイユ女伯となった。ドゥースはバルセロナ家の一員で、同家はラモン・バランゲー3世とプロヴァンス女伯ドゥース1世との結婚によりプロヴァンス伯領を獲得していた。

## 生涯
ドゥースはプロヴァンス伯レーモン・ベランジェ2世とその妃リクサ・シロンスカの唯一の子供であった。1165年にボーケールで結ばれた条約により、レーモン・ベランジェ2世は娘ドゥースをトゥールーズ伯レーモン5世の息子で法定推定相続人のレーモンと婚約させた。父レーモン・ベランジェ2世は1166年春にニースを獲得しようとしていた時に死去し、ドゥースはプロヴァンス伯領を継承した。
ドゥースが伯位を継承してすぐ、トゥールーズ伯レーモン5世は、婚約を守るためプロヴァンスに入った。また、レーモン5世は自分の地位を確保するため、ドゥースの母リクサ・シロンスカとの結婚を計画していた。しかし、レーモン5世のこれらの努力は若きアラゴン王・バルセロナ伯アルフォンソ2世の介入により、無駄に終わった。アルフォンソ2世はドゥースの父の従兄弟であり、最も近い父方の親族であった。アルフォンソ2世とその枢密院は、1162 年の神聖ローマ皇帝フリードリヒ1世の知行下賜証書に基づき、アルフォンソ2世がプロヴァンスに対する権利を持つと主張し、プロヴァンス辺境伯の称号を用いた。時間を稼ぐために、アルフォンソ2世はレーモン5世に手紙を書き、ドゥースとその母リクサの両方に対して計画された結婚について同意したことを伝えた。しかしすぐに衝突が起こり、最初は敗北したものの、最終的にアルフォンソ2世がレーモン5世に勝利した。アルフォンソ2世は1166年末までにプロヴァンスに到着した。モンペリエ領主ギヨーム7世は、ドゥースの家臣の中で最初にアルフォンソ2世に対し忠誠を示し、これに残りの者が続いた。
1168年、アルフォンソ2世はプロヴァンスを弟ラモン・ベレンゲルに与えた。ドゥースは最終的に領地を没収されたが、称号は保持した。ドゥースは父方の祖母メルグイユ女伯ベアトリスの宮廷に移った。1172年4月、ベアトリスはメルグイユ伯領を自身の娘エルメセンド・ド・ペレとトゥールーズ伯継レーモンと婚約していだドゥースの間で分割することに決めた。ドゥースは同年に死去し、叔母エルメセンドが領地を継承し、またドゥースの婚約者レーモンと結婚した。